# Didier Boclinville

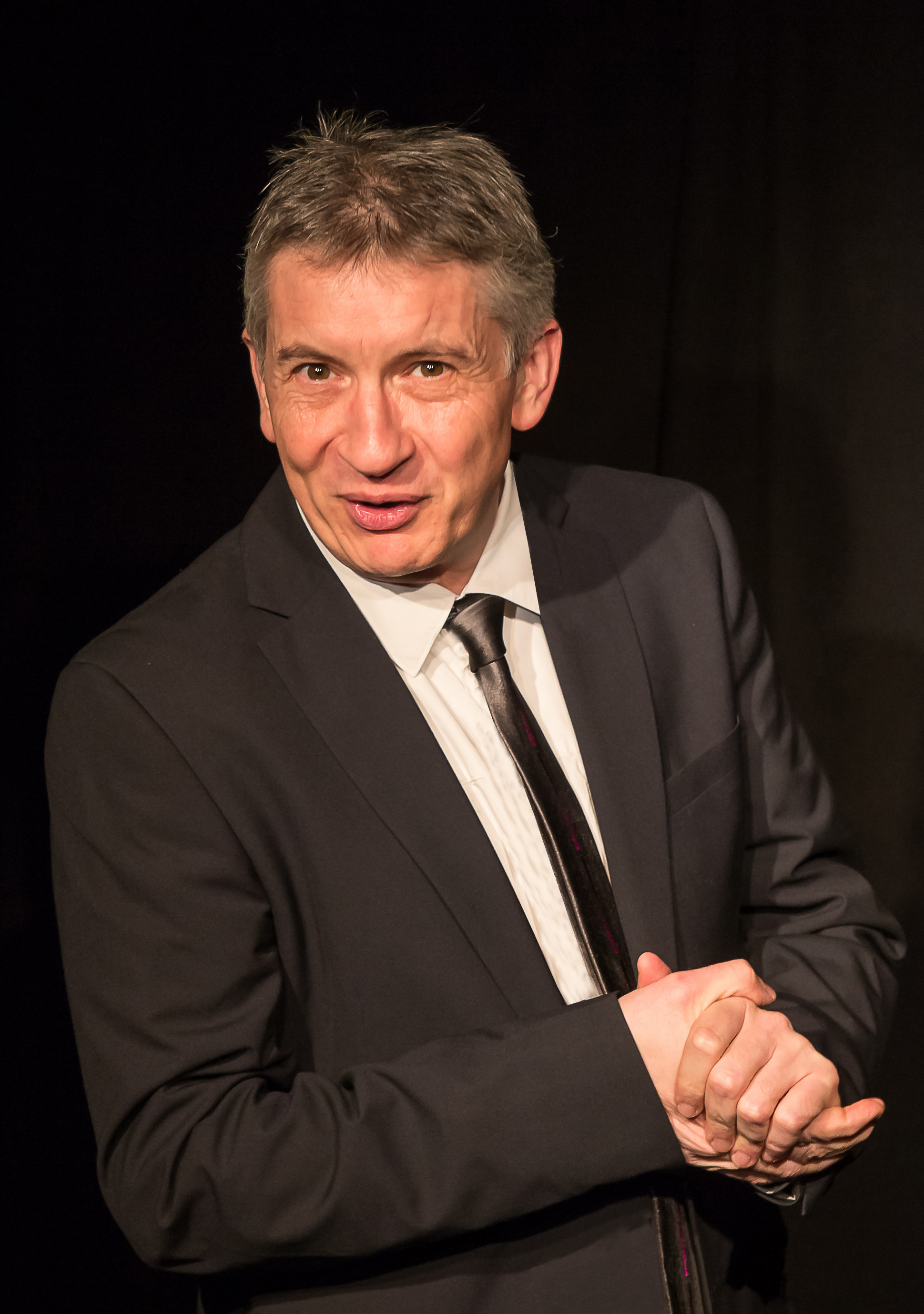

Didier Boclinville est un comédien et un humoriste belge né à Lincé - Sprimont le 25 mars 1967.
C'est sa traduction simultanée en langue wallonne de la chanson Nathalie de Gilbert Bécaud qui l'a révélé à un public plus large et son personnage récurrent de Mario Ciccio, l'italo-belge de Seraing n'est pas étranger à son succès.
Il a été révélé au Festival du Rire de Rochefort en 1998 où il a obtenu le prix des téléspectateurs.
Humoriste mais également comédien, comme dans La Bande de Liégeois avec Renaud Rutten, Pierre Theunis et Albert Cougnet.
On peut le voir aux côtés de Gisèle Mariette dans "Remets ta robe!", pièce écrite par sa partenaire.
Également dans "Les Voisins" ainsi que dans "Les Voisins II", spectacles coécrits par Gisèle Mariette et Pierre Theunis, tous deux comédiens dans ces spectacles ainsi que Betty La Ferrara.
Gisèle Mariette, encore elle, signe aussi "Bourdon cherche Petite @beille" qu'elle joue encore avec Didier Boclinville.
Il a également joué avec Guy Lemaire, Catherine Haxhe et Laurence Welkenhuyzen dans "Le Mensonge", Chloé Petit et Hugues Hausman dans "L'Aristo du Cœur" etc.